# 南京大學戲劇影視藝術系
南京大學戲劇影視藝術系由文學院戲劇戲曲學科發展而來。

## 歷史
戲曲戲劇學在南京大學有悠久的歷史。南京大學是全國最早開展戲劇學和電影學教育的大學。
- 民國11年（1923年），吳梅開始在校授曲。此後傳授古典戲曲的有盧冀野、錢南揚、吳白匋等人。
- 現代戲劇學科由陳白塵、陳瘦竹等人在校創立。
- 1978年，南京大學恢復戲劇研究室，並招收了全國第一批專攻編劇藝術的碩士生。
- 1985年，南京大學戲劇學專業開始招收博士生。
- 1990年，戲劇研究室更名為戲劇影視研究所。
- 2004年，南京大學招收第一屆戲劇影視文學專業本科生，同時設立戲劇影視藝術系。

## 現狀
戲劇影視藝術系隸屬南京大學文學院，設有“戲劇戲曲學”博士生專業、“戲劇戲曲學”和“電影學”碩士生專業、表演專業藝術碩士（MFA）項目、戲劇影視文學本科生專業。
南京大學戲劇影視研究所的研究領域有當代戲劇、外國戲劇、當代電影、電視研究等。
學者教授
- 董健
- 吳新雷
- 俞為民
- 胡星亮
- 周安華
- 顧文勳
- 陸煒
- 呂效平
- 苗懷明
- 解玉峰

學生成立有南大藝術碩士劇團。